# Coldspring (Texas)
Coldspring es una ciudad ubicada en el condado de San Jacinto en el estado estadounidense de Texas. En el Censo de 2010 tenía una población de 853 habitantes y una densidad poblacional de 177,07 personas por km².

## Geografía
Coldspring se encuentra ubicada en las coordenadas 30°35′22″N 95°7′51″O / 30.58944, -95.13083. Según la Oficina del Censo de los Estados Unidos, Coldspring tiene una superficie total de 4.82 km², de la cual 4.81 km² corresponden a tierra firme y (0.22%) 0.01 km² es agua.

## Demografía
Según el censo de 2010, había 853 personas residiendo en Coldspring. La densidad de población era de 177,07 hab./km². De los 853 habitantes, Coldspring estaba compuesto por el 66.12% blancos, el 29.19% eran afroamericanos, el 0% eran amerindios, el 1.99% eran asiáticos, el 0% eran isleños del Pacífico, el 0.7% eran de otras razas y el 1.99% pertenecían a dos o más razas. Del total de la población el 2.81% eran hispanos o latinos de cualquier raza.